# Heinrich Hüni-Stettler

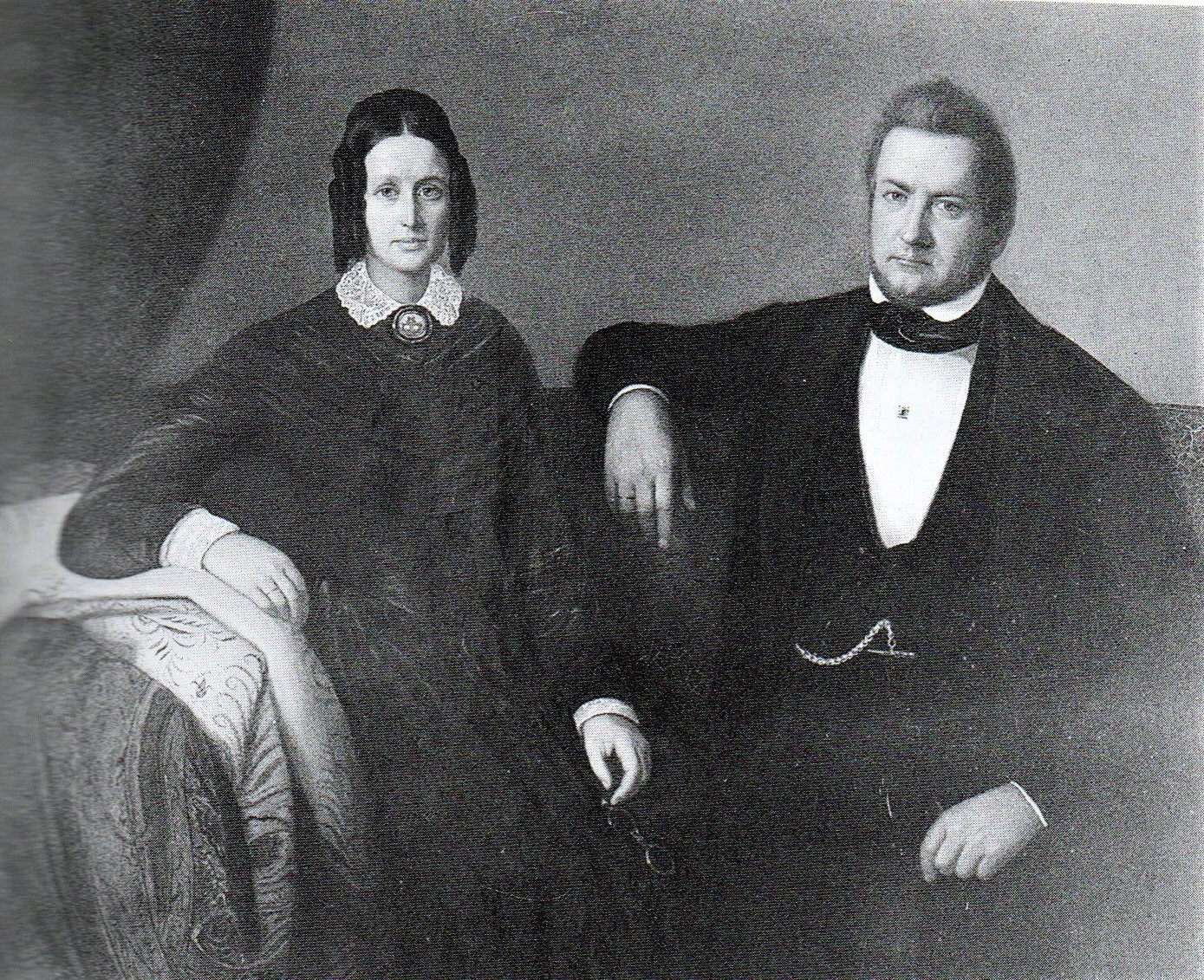
Wilhelmine und Hans Heinrich

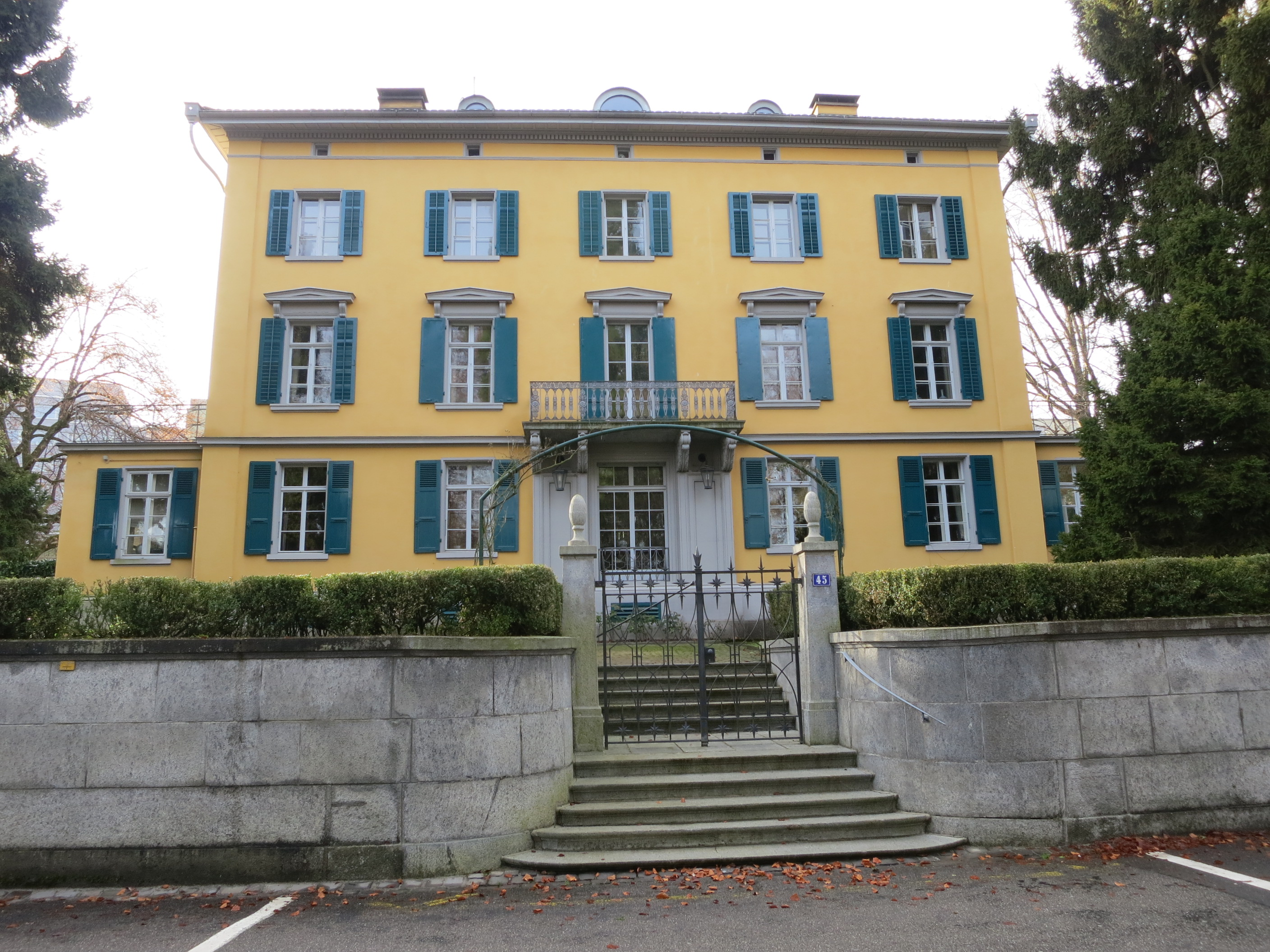
Villa Herner (2012)

Heinrich Hüni-Stettler (* 16. März 1813 in Horgen; † 27. April 1876 in Enge) war ein Schweizer Politiker und Unternehmer. Von 1854 bis 1860 gehörte er dem Nationalrat an, 1856/57 war er Regierungsrat des Kantons Zürich.

## Biografie
Er war der Sohn eines Landwirts und Gemeindeammanns von Horgen. Seine Ausbildung erhielt er am Horgener Lehrinstitut von Heinrich Hüni-Nägeli. Hüni heiratete 1837 Wilhelmine Maria aus der Berner Patrizierfamilie Stettler (1816–1890). Er wurde selbständiger Seidenhändler in Zürich und baute eine eigene Weberei in Oberrieden auf, wo die Familie im Herrschaftsgut «Kreuzbühl» wohnte. 1843 gründete er mit Johann Heinrich Fierz aus Meilen die Seidenfabrik Hüni & Fierz  mit Sitz in Horgen. Fierz besass Land und ein Bauerngut im Herner am See, dass er an seinen Partner weitergab. Der kaum 30-jährige Hüni liess hier die Villa Herner im klassizistischen Stil durch die Architekten Zeugheer und Waser bauen, mit Räumen im Untergeschoss für die Ferggerei. Hüni & Fierz gehörten bald zu den führenden Horgner Seidenfabrikanten. In den späteren Jahren wohnte Hüni längere Zeit in seinem Kaufhaus am Schanzengraben, die Seidenfabrikation gab er zugunsten des Seidenhandels auf. 1873 verkaufte er die Herner Villa seinem Schwiegersohn Emil Streuli.
Als liberaler Politiker, der zum linken Spektrum zählte, setzte sich Hüni für eine «Volksbank» für die Gewerbetreibenden und Händler ein. Er wurde 1854 in den Zürcher Kantonsrat gewählt, dem er vier Jahre lang angehörte. Nach einer erfolglosen Kandidatur 1851 wurde er mit Unterstützung eines «Volksvereins» bei den Nationalratswahlen 1854 im Wahlkreis Zürich-Südwest gewählt; im zweiten Wahlgang betrug die Wahlbeteiligung nur 3,6 %. 1855 wurde er in den Zürcher Regierungsrat gewählt, wo er den Sitz von Alfred Escher übernahm. 
Der Kantonsrat wählte Hüni für die Jahre 1856/57 in die Kantonsregierung. Nachdem er 1857 die Wiederwahl als Nationalrat erst im dritten Wahlgang geschafft hatte, wurde er 1860 deutlich abgewählt. Hüni war ein Protégé des einflussreichen Escher, vertrat aber sozialere Ansichten als dieser. 1856 war er Mitgründer der Schweizerischen Kreditanstalt. Bei der Schweizerischen Nordostbahn war er von 1856 bis 1858 Direktionsmitglied und von 1857 bis 1875 Verwaltungsrat. Zudem sass er von 1854 bis 1860 im Verwaltungsrat der Rentenanstalt.
Die Familie Hüni-Stettler hatte vier Kinder: Emil (1840–1889), Mina Streuli–Hüni (1841–1924), Heinrich (1843–1889), Emma Giesker–Hüni (1846–1921).